# 288 (číslo)
Dvě stě osmdesát osm je přirozené číslo, které následuje po čísle dvě stě osmdesát sedm a předchází číslu dvě stě osmdesát devět. Římskými číslicemi se zapisuje CCLXXXVIII a řeckými číslicemi σπη.

## Matematika
288 je:
- Abundantní číslo
- Nešťastné číslo
- Nepříznivé číslo
- Pětiúhelníkové pyramidové číslo
- Součin faktoriálů prvních čtyř přirozených čísel
- 288 = 11 + 22 + 33 + 44

## Astronomie
- (288) Glauke je planetka hlavního pásu, kterou objevil v roce 1890 Karl Theodor Robert Luther

## Doprava
- Silnice II/288 je česká silnice II. třídy vedoucí na trase Železný Brod – II/289[1]

## Roky
- 288
- 288 př. n. l.